# 臺中市第一市場
臺中市第一市場，又稱榮町消費市場、第一市場，原為臺灣日治時期位於台中市榮町的第一座新式傳統市場，於1908年10月開設，其本館呈三翼放射狀，與台中第二市場為同個型式。1978年10月發生火災，1987年將市場拆除改建為一綜合商業大樓「第一廣場」，2016年更名為「東協廣場」。

## 介紹

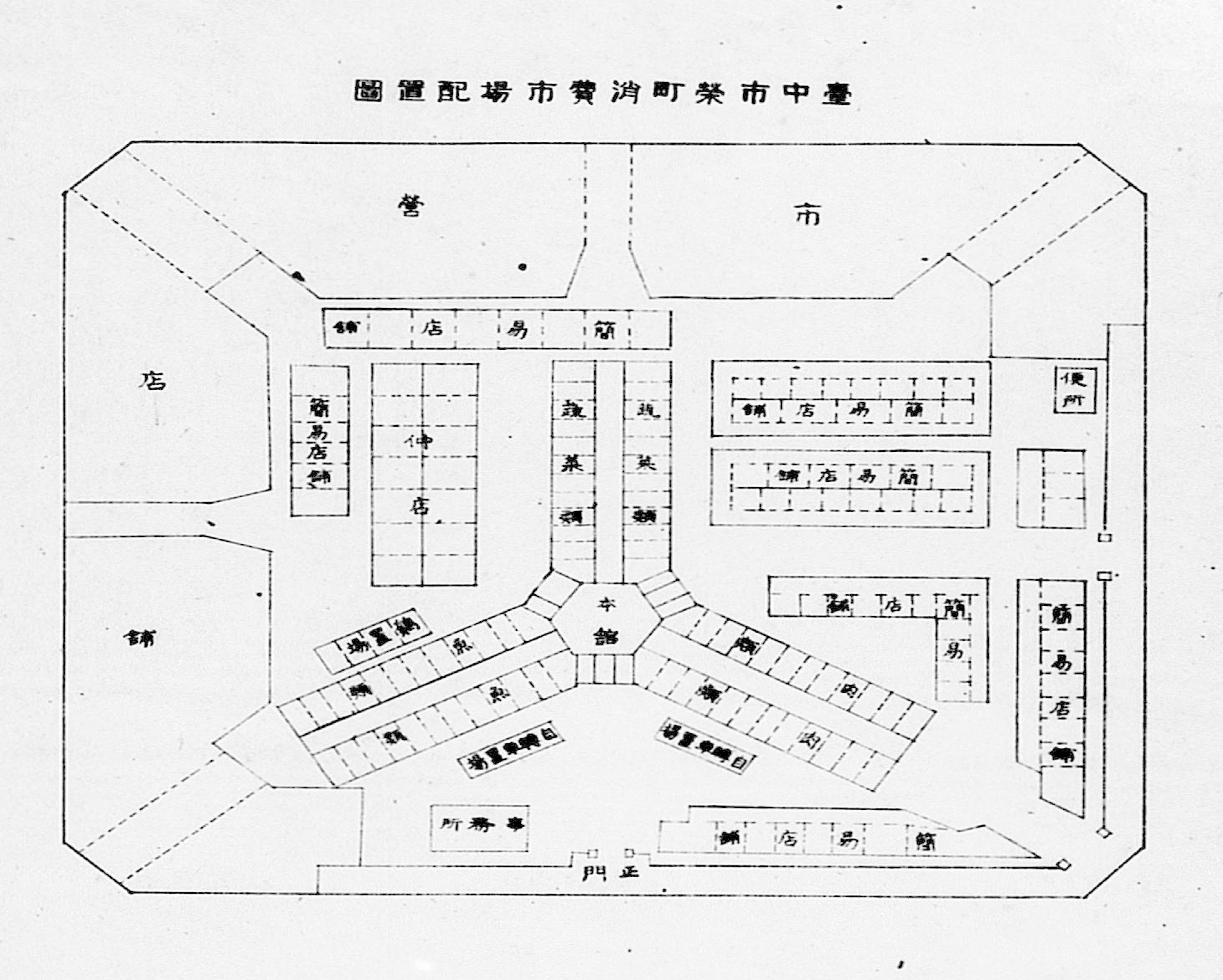
榮町消費市場平面圖

大正七年(1918年)再增建事務所及櫻橋通簡易店鋪五棟58店，昭和三年十一月及昭和四年四月又採用煉瓦鐵筋混泥土混用於市場的東北西側建造三棟32戶市營貸店鋪，除三處角間店為三樓外其餘29戶皆為2樓店鋪，昭和十四年(1939年)出版的臺中市市場要覽記載榮町消費市場，當時營業時間為日出到日沒，一日平均入場人員約八千五百人。